# Jürgen Paape
Jürgen Paape est un producteur de musique électronique allemand. Il fonde le label Kompakt en 1998 avec Michael Mayer et Wolfgang Voigt et en est l'actuel gérant.